# Forteresse de Choumen
La forteresse de Choumen est une ville fortifiée dans le nord-est de la Bulgarie. Elle fut construite dans la première moitié du XIIe siècle sur un plateau et comportait deux rangées de fortifications.
La ville comportait en outre une résidence fortifiée, six églises dont une basilique mesurant 13 x 25 mètres, sur 2,7 hectares.